# آوادای
آوادای (به لاتین: Avaday) یک منطقهٔ مسکونی در روسیه است که در باشقیرستان واقع شده‌است.